# Hirooki Gotō
Hirooki Gotō (jap. 後藤洋央紀 Hirooki Gotō; ur. 25 czerwca 1979 w Kuwanie) – japoński wrestler znany z występów w New Japan Pro Wrestling.

## Osiągnięcia
- New Japan Pro Wrestling
  - IWGP Intercontinental Championship (2 razy)[5][6]
  - IWGP Junior Heavyweight Tag Team Championship (1 raz) – z Minoru
  - IWGP Tag Team Championship (1 raz) – z Katsuyori Shibata[7]
  - G1 Climax (2008)
  - New Japan Cup (2009, 2010, 2012)
  - World Tag League (2012) – z Karl Anderson[8]
  - World Tag League (2014) – z Katsuyori Shibata[9]
  - Young Lion Cup (2005)
  - J Sports Crown Openweight 6 Man Tag Tournament (2010, 2011) – z Prince Devitt i Ryusuke Taguchi[10][11][12]
  - Samurai! TV Openweight Tag Tournament (2005) – z Yuji Nagata
  - Jr. Heavyweight Tag MVP Award (2005) z Minoru[13]
- Pro Wrestling Illustrated
  - 35. miejsce w PWI 500 w 2010 roku[14]
- Toryumon Mexico
  - NWA International Junior Heavyweight Championship (1 raz)
  - Yamaha Cup (2007)